# Gun Shy
Gun Shy (bra: Um Tira à Beira da Neurose) é um filme estadunidense, do gênero comédia policial, escrito e dirigido por Eric Blakeney e estrelado por Liam Neeson, Oliver Platt e Sandra Bullock.

## Elenco
| Ator              | Papel                  |
| ----------------- | ---------------------- |
| Liam Neeson       | Charles Mayeaux        |
| Oliver Platt      | Fulvio Nesstra         |
| Sandra Bullock    | Judy Tipp              |
| José Zúñiga       | Fidel Vaillar          |
| Michael DeLorenzo | Estuvio Clavo          |
| Andrew Lauer      | Jason Cane             |
| Mary McCormack    | Gloria Minetti Nesstra |

## Resposta da crítica
Elvis Mitchell do The New York Times não estava encantado com a direção, mas gostava da escrita e da ação.
| “ | A direção é competente, mas o Sr. Blakeney fez seu trabalho parecer fácil moldando tal roteiro bem. Bom material certamente faz de um monte de trabalho. Ele dá aos atores algo para responder, e de responder aos desafio." | ” |

Outros comentadores não foram tão gentil e ele recebeu uma pontuação de 24% em Rotten Tomatoes com base em 42 comentários e uma pontuação normalizada de 42 em 100 no Metacritic com base em 20 avaliações.

## Trilha sonora
A trilha sonora foi lançada em 4 de fevereiro de 2000 pela Hollywood Records.
1. Blue Skies for Everyone - Bob Schneider
2. Under the Sun - Big Kenny
3. Drunk is Better Than Dead - The Push Stars
4. Round & Round - Bob Schneider
5. This Time - Los Lobos
6. Is It Too Late? - World Party
7. More Than Rain - Tom Waits
8. It's a Man's Man's Man's World - James Brown
9. Staysha Brown - The Scabs
10. I'm Your Boogie Man - KC and the Sunshine Band
11. Start the Commotion - The Wiseguys
12. Caro Mio Ben - Helga Bullock